# ليفربول ريفيرسايد (دائرة انتخابية في المملكة المتحدة)
ليفربول ريفيرسايد  (بالإنجليزية: Liverpool, Riverside)‏ هي إحدى الدوائر الانتخابية في المملكة المتحدة الممثلة في مجلس العموم في برلمان المملكة المتحدة.
عضو البرلمان الذي يمثلها حالياً هو :Mrs Louise Ellman (Lab/Co-op).